# Rogatien Le Nail
Rogatien Le Nail, dont le nom de famille est parfois orthographié Lenail, est un architecte et un archéologue français né à Nantes le 1er octobre 1877 et mort le 24 décembre 1918 à Saint-Cloud. Durant sa carrière, il se spécialise dans l'étude du Lyon antique et médiéval.

## Biographie
Rogatien Le Nail naît à Nantes le 1er octobre 1877. Après sa naissance, sa famille vient s'établir à Lyon. Il est enrôlé durant la guerre dans le génie où il obtient le grade de lieutenant
Il meurt le 24 décembre 1918  à l'hôpital de Saint-Cloud.

## Œuvre

### Travail archéologique
Entre 1908 et 1912, Rogatien Le Nail fouille le sous-sol de la rue des Farges, à Lyon, au cœur de l'ancienne ville haute de Lugdunum.

### Publications
L'œuvre archéologique de Rogatien Le Nail consiste en plusieurs ouvrages et de très nombreuses illustrations historiques.
- Rogatien Le Nail, Lyon : architecture et décoration aux dix-septième et dix-huitième siècles, Paris, Librairie des arts décoratifs, 1909 (lire en ligne) ;
- Rogatien Le Nail, Les pharousies médiévales : Vézelay, Paris, Librairie des arts décoratifs, 1917 (BNF bpt6k941242t, lire en ligne)

### Reconstitutions

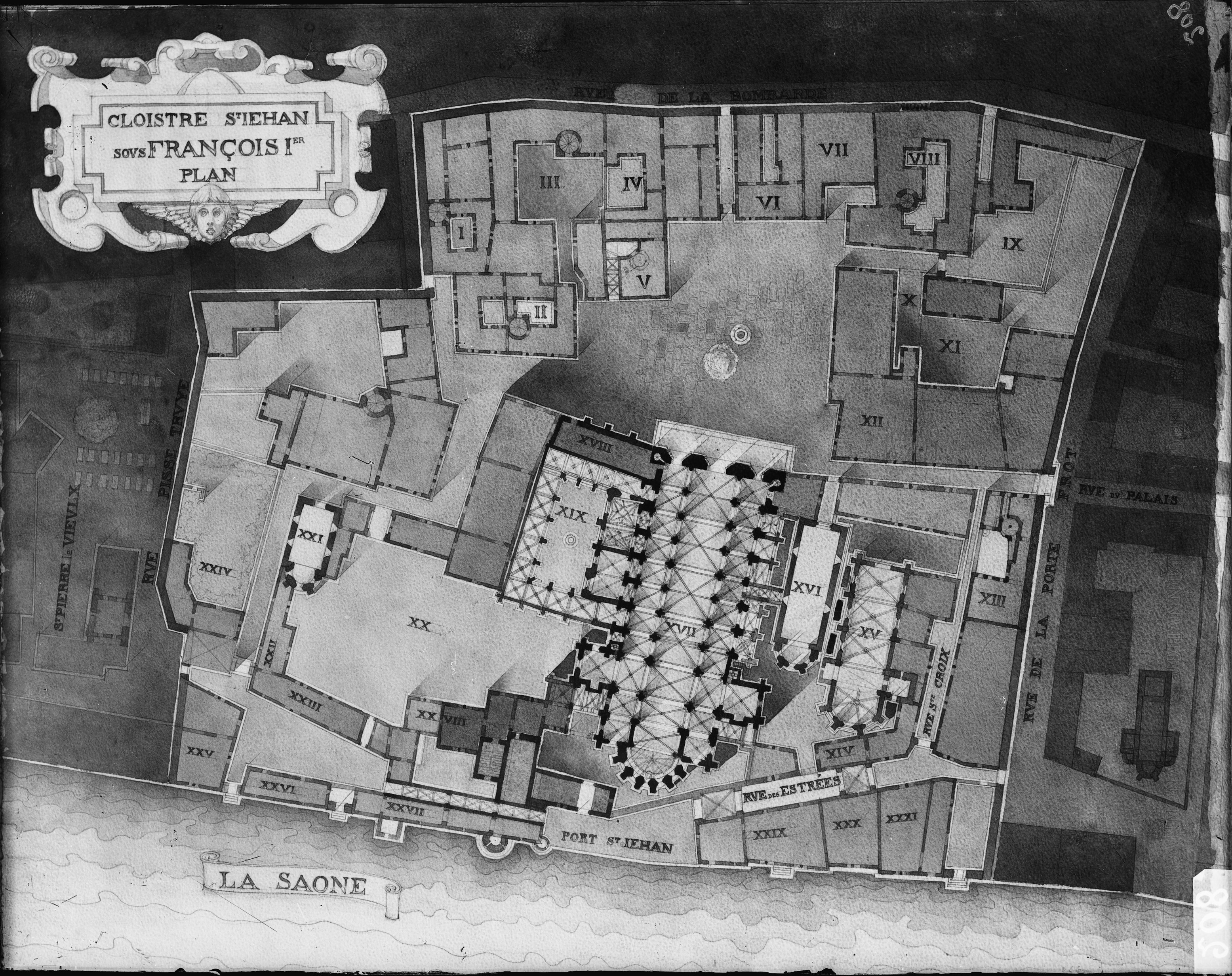
Reconstitution du groupe cathédral de Lyon et de son rempart au XVIe siècle, par Rogatien Le Nail.

Rogatien Le Nail est surtout connu pour son travail de reconstitution du Lyon médiéval ou Renaissance. Plusieurs de ses représentations (plans, coupes et vues isométriques) ont été largement utilisées dans les publications historiques de la fin du XIXe et du début du XXe siècle.
La précision de ses représentations est encore reconnue plus d'un demi-siècle après sa mort, par exemple en ce qui concerne la localisation précise de l'ancienne basilique funéraire Saint-Laurent de Choulans.
Son travail fouillé permet également de connaître dès 1914 la forme exacte, et donc l'usage, du théâtre antique de Lyon ; il vient corroborer les hypothèses formulées par André Steyert, qui estime dès 1887 que ce lieu ne peut avoir correspondu à l'Amphithéâtre des Trois Gaules, lieu de martyre de nombreux chrétiens au IIe siècle. La mise au jour de l'ensemble des ruines en 1933 par Pierre Wuilleumier puis Amable Audin vient par la suite prouver que Steyert et Le Nail avaient raison contre la thèse généralement retenue à l'époque.